# Hopkinsia
Hopkinsia, biljni rod iz Zapadne Australije, nekada uključivan u porodicu Anarthriaceae, a danas porodici Restionaceae. Postoje dvije priznate vrste

## Vrste
1. Hopkinsia adscendens B.G.Briggs & L.A.S.Johnson
2. Hopkinsia anoectocolea (F.Muell.) D.F.Cutler